# Aczél György (kultúrpolitikus)
Aczél György (született Appel Henrik, Budapest, 1917. augusztus 31. – Bécs, 1991. december 6.) kommunista politikus, a Kádár-korszakban a kulturális élet egyik legfőbb ideológusa, irányítója.

## Életpályája
Appel Henrik néven született zsidó származású szegény családban, Budapesten. Apja Appel Gyula kocsis és hentessegéd, anyja Weimann Aranka gépírónő, zálogházi tisztviselőnő volt. Miután apja 1925-ben halálra fagyott egy kamrában, fia árvaházban nevelkedett, tanulmányait is ott végezte; kőművessegédi szakmát szerzett. Vezetéknevét 1936-ban, utónevét pedig valamikor az 1930-as évek végén változtatta meg, de csak 1946-ban, illetve 1955-ben lett hivatalosan is Aczél, illetve György. 1939-ben kötött házasságából két leánya született. Elsősorban autodidakta módon képezte magát, illetve elvégezte az 1936. őszi félévet a Színművészeti Akadémián, munka mellett. Ezután amatőr színészként és előadóként működött. Kezdetben Alapi Nándor stagione-társulatában szerepelt, néhány kisebb szerepben Budapesten is fellépett, de játszott Győrben, Pécsett, Balassagyarmaton. 1938. december 24-én önálló előadóestet tartott a Zeneakadémián. 1939 januárjában saját szavalóesten szavalta Ady Endre, Kölcsey Ferenc, Illyés Gyula, Babits Mihály, Kosztolányi Dezső, Szabó Lőrinc verseit. Az életbelépő zsidótörvények letiltották őt is színpadról. 1942–1944 között szavalataival több ízben is fellépett az OMIKE Művészakció keretében a Zeneakadémia Goldmark-termében, és gyakorta szerepelt munkás-összejövetelek matiné-előadásain is.
Még az 1930-as évek elején csatlakozott a Somér cionista ifjúsági mozgalomhoz, majd 1935-től kommunista lett. 1942 elején illegális kommunista tevékenység miatt letartóztatták és a váci börtönbe zárták. 1942 végén munkaszolgálatra hívták be, ahonnan sikerült magát leszereltetnie és visszatérhetett Budapestre. Magyarország német megszállása és a nyilas uralom alatt önmaga és az általa bújtatott, védelmezett zsidók érdekében római katolikus rítus szerint keresztelkedett.
1945 tavaszától előbb az MKP budapesti, majd V. kerületi, 1946 augusztusától pedig a Zemplén megyei irodájának munkatársa volt. Az 1947-es „kékcédulás” választásokon a Magyar Kommunista Párt jelöltjeként szerzett országgyűlési mandátumot. Az 1949. májusi választásokon újfent mandátumot szerzett, ám alig két hónappal később, július 6-án letartóztatták, majd a Rajk-per egyik mellékperében életfogytiglani fegyházra ítélték. 1954. augusztus 25-én szabadult, szeptember 1-jén pedig rehabilitálták. November 1-jén kinevezték a 23-as sz. Állami Építőipari Vállalat igazgatójává, politikai tisztséget azonban nem kaphatott.
Az 1956-os forradalom idején az V. kerületi pártbizottság védelmében vett részt. Habár október 31-én már a Magyar Szocialista Munkáspárt (MSZMP) alapító tagja, sőt beválasztották a Központi Bizottságba is, 1957 januárjáig szűk körben forradalomnak tartotta az ötvenhatos eseményeket. A forradalom és Nagy Imre szerepének megítélésében a párt „puhább” vonalát képviselte.

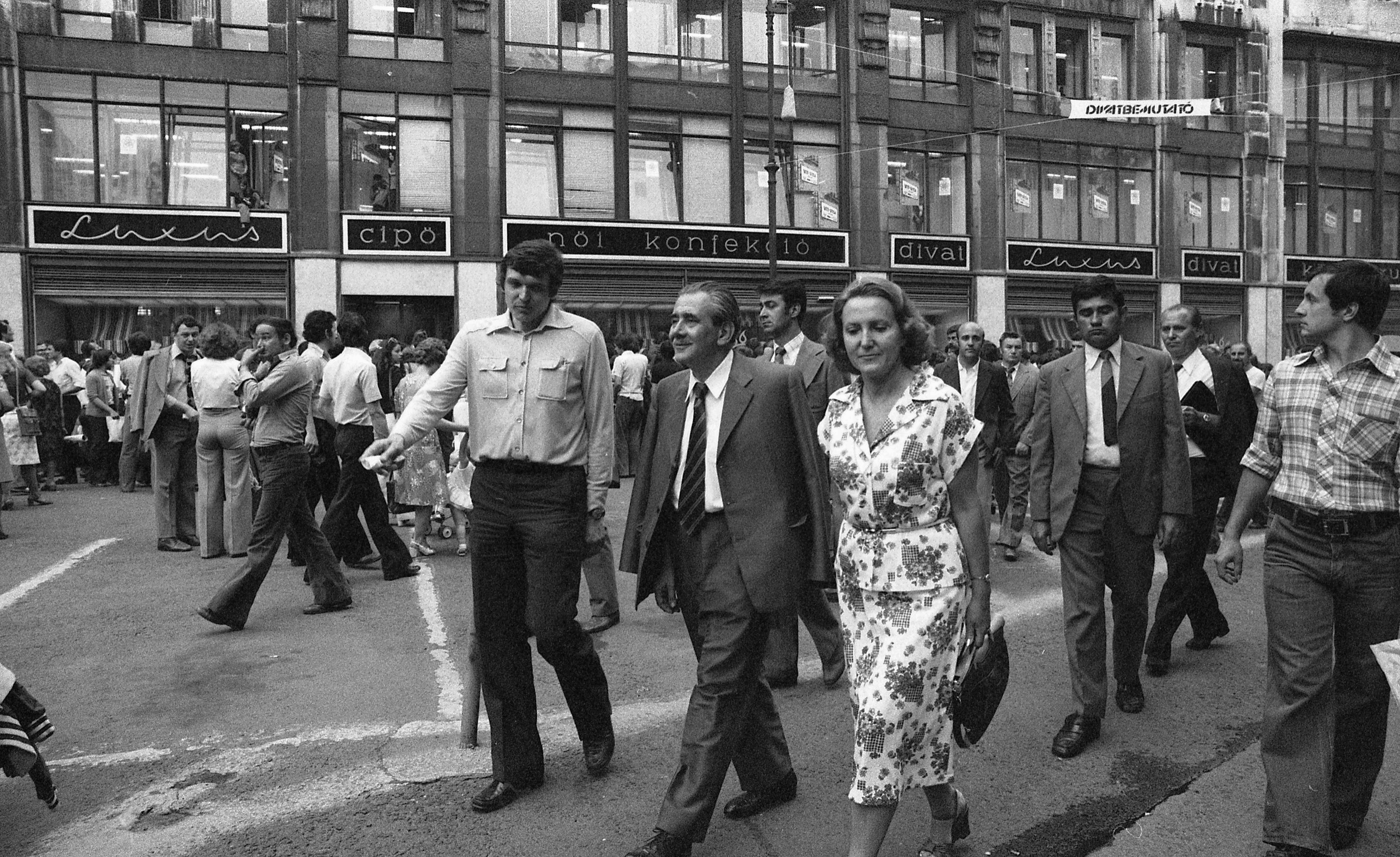
Aczél György Hámori Csaba KISZ-vezér kíséretében az 1978-as VIT budapesti rendezvényhelyszínén, a Vörösmarty téren

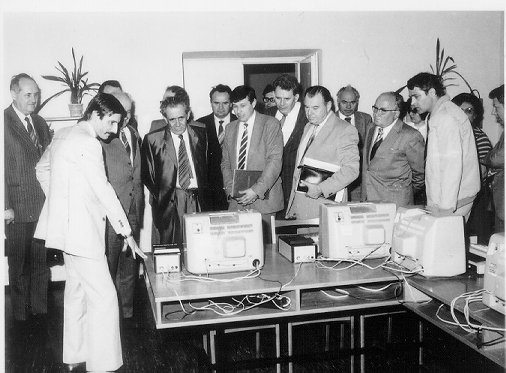
Aczél György látogatása a JATE Kibernetikai Laboratóriumában a 80-as évek elején

1957. április 13-án a művelődésügyi miniszter egyik helyettesévé nevezték ki. 1958. február 10-től a művelődésügyi miniszter első helyettese egészen 1967. április 18-ig. Ezen pozíciójában nőtte ki magát fokozatosan (különösen Ilku Pál minisztersége alatt) a Kádár-rendszer 1968 utáni időszakának vezető kultúrpolitikusává, akit gúnyosan a kulturális miniszter első felettesének neveztek. A politikai bizottságnak írt levelében már 1957 nyarán felvetette a később hírhedtté vált Tiltott, Tűrt, Támogatott kategóriák irányelvét, de ez csak a hatvanas, hetvenes években vált tényleges, bevett gyakorlattá.
Az ideológiai korlátokon belül pragmatizmus jellemezte tevékenységét. Kiterjedt személyes kapcsolatrendszerének és az MSZMP első emberéhez, Kádár Jánoshoz fűződő baráti kapcsolatának köszönhetően hivatali súlyánál sokkalta nagyobb befolyása lett a kultúrpolitikára és annak napi gyakorlatára. Igyekezett az irodalmi-szellemi élet fontos személyiségeivel, pl. Kodállyal, Illyéssel, Lukács Györggyel barátságot ápolni, vagy legalább különalkut kötni. Hatalmi pozíciójánál fogva a megjelent könyvek első példányát megkapta dedikálva és a legtöbb szobrászati alkotás miniatűr másolatát is.
1967. április 12-én az MSZMP Központi Bizottságának titkárává választották, és e minőségében megbízták a kulturális élet általános ellenőrzésével. 1971-ben a KB újonnan alakult kultúrpolitikai munkaközösségének lett az elnöke, e hivatalát 1974. március 20-ig tartotta meg. Közben 1970. november 28-án beválasztották az MSZMP Politikai Bizottságába is. A munkaközösség éléről a gazdasági–társadalmi reformokat ellenző pártfrakció nyomására kellett távoznia, „vigasztalásul” azonban másnap, március 21-én megválasztották a Minisztertanács elnökhelyettesévé, ezzel együtt a Kossuth-díjat odaítélő állami bizottság elnökévé. Az 1974-ben alakult Országos Közművelődési Tanács elnöke volt először 1976-ig, majd 1980–1982 között újra.
Mindezen pozícióiról 1982-ben, amikor július 23-án visszakerült az MSZMP KB kulturális titkári posztjára, lemondott. Karrierje, befolyása ekkor már hanyatlóban volt, és a mindinkább pluralizálódó, a rendszerrel, a közállapotokkal szemben kritikussá váló szellemi életet érzékelő KB 1985. március 28-án leváltotta. Ezt követően a párt Társadalomtudományi Intézetének volt a főigazgatója egészen 1989. októberi nyugdíjazásáig, illetve a Politikai Bizottság tagja maradt 1988. május 22-ig, amikor az országos pártértekezleten nem választották újra.
Az 1989. júniusi KB-ülésen – noha már nem volt tag, sem tisztségviselő – fontos szerepet játszott Grósz Károly megbuktatásában. Az MSZMP 1989. október 7-i megszűnésével visszavonult a politikától és belekezdett emlékiratai megírásába, ezt a munkáját azonban betegsége miatt nem tudta befejezni. Élete utolsó két évében többnyire Bécsben tartózkodott, ahol gyógykezelésre járt, elegáns lakásban élt a belvárosban, és nagyobb biztonságban érezte magát, mint Budapesten. 1991. december 6-án hunyt el.

### Kutatható iratanyaga
Miniszterelnök-helyettesi működési időszakából (pontosabban az 1974–1982 közti évkörből) 17,55 iratfolyóméternyi, maradandó értékűnek minősített iratanyaga (135 doboz és 27 kötet) került az Országos Levéltár, mai nevén Magyar Nemzeti Levéltár Országos Levéltára őrizetébe, ahol az a XIX-A-2-ad törzsszámon kutatható.

### Családja
Felesége Csató Zsuzsanna (1923–1986) sebész orvos volt. Gyermekeik: Aczél Anna (1946–) pszichológus, kandidátus és Aczél Ágnes (1956–) szociálpszichológus.

## Főbb művei

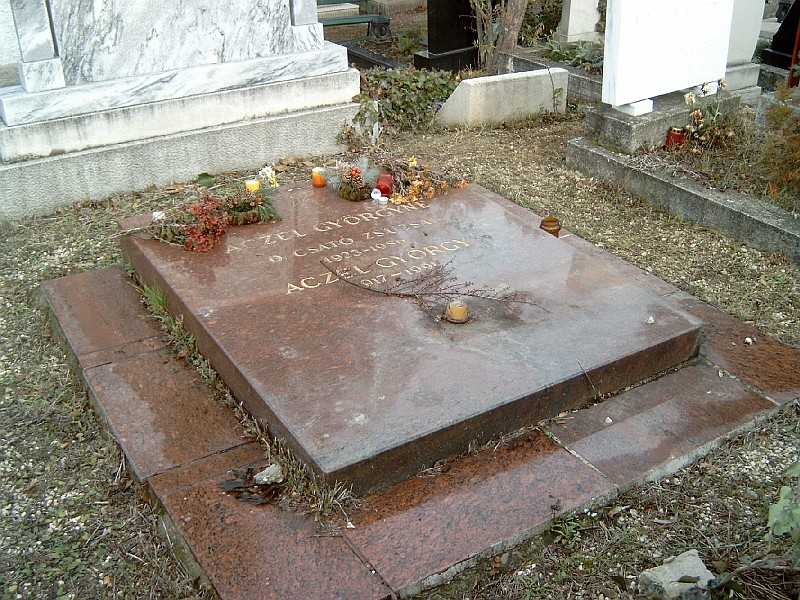
Aczél György sírja a Farkasréti temetőben: 48/3-2-6/7

- Eszménk erejével; Kossuth, Bp., 1970
- Eszménk erejével; 2. bőv. kiad.; Kossuth, Bp., 1971
- Az állami oktatás helyzetéről (Bp., 1972)
- Szocialista kultúra – közösségi ember (Bp., 1975)
- Egy elmaradt vita helyett (Jacques de Bonis interjú-sorozata); Kossuth, Bp., 1975
- A szabadság jelene, jövője a szocializmus; Kossuth, Bp., 1977
- A kor, amelyben élünk; Kossuth, Bp., 1979
- A szabadság rendjéért. Ideológiai és kulturális életünk időszerű kérdései; Kossuth, Bp., 1979
- Folytatás és megújulás. Válogatott kultúrpolitikai írások; Gondolat, Bp., 1980
- Beszélgetések Magyarországról, szocializmusról. Aczél György válaszol Francis Cohen kérdéseire; ford. Karakai Imre; Magvető–Kossuth, 1982
- Művészetpolitikánk időszerű kérdései. Az 1984. október 31-én elhangzott előadás bővített szövege; Kossuth, Bp., 1985
- Szocializmus, nemzet, kultúra. Írások a kultúráról, 1979–1985; Kossuth, Bp., 1985
- Jövőt mutató elődök. Arcképvázlatok a magyar kultúra történetéből; Gondolat, Bp., 1986
- Elvtársunk, Lukács György; szerk. Ungvári Tamás; Akadémiai, Bp., 1987 (a Kérdőjel-sorozatban)
- Szocializmus és nemzeti kérdés. Az 1987. július 15-én elhangzott előadás alapján; Kossuth, Bp., 1987

## Film, videó
- Varga Ágota:  Aczél. www.filmkultura.hu (Hozzáférés: 2014. május 24.) arch
- Varga Ágota:  Aczél. www.port.hu
- Szinetár Miklós és Gurbán Miklós 1991 nyarán közel 1 órás videoriportot készített az akkor már beteg Aczéllal. Ez volt a vele készült utolsó interjú.

## Emlékezete
Személye megjelenik (saját nevén) a Béres József életéről forgatott, Cseppben az élet című négyrészes játékfilm-sorozat negyedik epizódjában, ahol Rancsó Dezső formálja meg az alakját.